# Mistrovství Evropy ve vzpírání 2007
86. mužské a 20. ženské Mistrovství Evropy ve vzpírání proběhlo mezi 14. a 22. dubnem 2007 ve francouzském Štrasburku. Bylo přerozděleno celkem 45 sad medailí v 8 mužských a 7 ženských kategoriích. Nejúspěšnější zemí se stala Arménie. Šampionátu se zúčastnili také 4 čeští vzpěrači.

## Podrobné výsledky
- Podrobné výsledky jednotlivých kategorií

## Mistři Evropy

### Muži
| Kategorie | Zlato              | Stříbro               | Bronz             |
| --------- | ------------------ | --------------------- | ----------------- |
| – 56 kg   | Igor Bour          | Vitali Dzerbianiou    | Igor Grabucea     |
| – 62 kg   | Sergey Petrosyan   | Henadzy Makhveyenia   | Erol Bilgin       |
| – 69 kg   | Vencelas Dabaya    | Tigran G. Martirosyan | Vladislav Lukanin |
| – 77 kg   | Gevorg Davtyan     | Ara Khachatryan       | Taner Sağır       |
| – 85 kg   | Valeriu Calancea   | İzzet İnce            | Vadzim Straltsou  |
| – 94 kg   | Szymon Kołecki     | Roman Konstantinov    | Evgheni Bratan    |
| – 105 kg  | Martin Tešovič     | Gleb Pisarevskiy      | Dmitry Lapikov    |
| + 105 kg  | Viktors Ščerbatihs | Evgeny Chigishev      | Paweł Najdek      |

### Ženy
| Kategorie | Zlato                | Stříbro               | Bronz                   |
| --------- | -------------------- | --------------------- | ----------------------- |
| – 48 kg   | Estefania Juan       | Nurcan Taylan         | Genny Caterina Pagliaro |
| – 53 kg   | Marioara Munteanu    | Nataliya Trotsenko    | Svetlana Ulyanova       |
| – 58 kg   | Marina Shainova      | Ruth Kasirye          | Aleksandra Klejnowska   |
| – 63 kg   | Meline Daluzyan      | Sibel Şimşek          | Hanna Batsiushka        |
| – 69 kg   | Oxana Slivenko       | Nazik Avdalyan        | Natalya Davydova        |
| – 75 kg   | Hripsime Khurshudyan | Tatiana Matveeva      | Lidia Valentínová       |
| + 75 kg   | Olha Korobka         | Katsiaryna Shkuratava | Yuliya Dovhal           |

## Medaile podle zúčastněných zemí
| Pořadí | Stát        | Zlato | Stříbro | Bronz |
| ------ | ----------- | ----- | ------- | ----- |
| 1.     | Arménie     | 10    | 6       | 2     |
| 2.     | Rusko       | 9     | 10      | 7     |
| 3.     | Ukrajina    | 4     | 3       | 8     |
| 4.     | Rumunsko    | 4     | 1       | 1     |
| 5.     | Polsko      | 3     | 2       | 4     |
| 6.     | Španělsko   | 3     | 1       | 1     |
| 7.     | Slovensko   | 3     | –       | -     |
| 8.     | Bělorusko   | 2     | 7       | 5     |
| 9.     | Moldávie    | 2     | 1       | 6     |
| 10.    | Francie     | 2     | 1       | 1     |
| 11.    | Lotyšsko    | 2     | 1       | -     |
| 12.    | Turecko     | 1     | 8       | 5     |
| 13.    | Ázerbájdžán | –     | 2       | -     |
| 14     | Itálie      | –     | 1       | 1     |
| 14     | Norsko      | –     | 1       | 1     |
| 16.    | Albánie     | –     | 1       | -     |
| 17     | Bulharsko   | –     | –       | 1     |
| 17     | Řecko       | –     | –       | 1     |